# Urak Lawoi'
Les Urak Lawoi'  () sont une population de la Thaïlande. Au nombre de 3 000 (2000), ils vivent sur le littoral occidental du sud du pays, dans la région de Phuket, à Koh Lanta et dans les îles voisines. On les appelle encore Orak Lawoi' , Lawta, Chaw Talay, Chawnam, Lawoi. « Urak Lawoi' » signifie « gens de la mer » dans leur langue.
Avec les Orang Laut d'Indonésie, les Bajau d'Indonésie, de Malaisie et des Philippines et les Moken de Birmanie et de Thaïlande, les Urak Lawoi' font partie d'un ensemble plus vaste qu'on appelle « nomades de la mer » (Sea Gypsies dans la littérature de langue anglaise).
Ils sont officiellement animistes, certains d'entre eux ayant été superficiellement convertis au christianisme, tout en continuant d'observer leur religion traditionnelle. En effet, leurs stratégies nomades (un terme introduit par Benjamin et ensuite Ivanoff (2004)) reposent sur un syncrétisme très dynamique leur permettant de s'adapter à chaque situation tout en conservant une identité nomade qui leur est souvent niée par la majorité nationale Thaïlandaise, ainsi que par les nombreuses ONG décidées à implanter des projets de développement dans leurs villages. 

## Langue
La langue urak lawoi' est désormais classée dans le groupe dit « malais » des langues malaïques de la branche malayo-polynésienne des langues austronésiennes.
Le tableau ci-dessous permet une comparaison entre quelques langues para-malaises, l'indonésien-malais et le français :
| Pekal             | apo  | lawik  | liek         | kucing  | lalui  | ulah    | kehas | manis | lutuik |
| Minangkabau       | apo  | lauiʔ  | liaiʔ/caliaʔ | kuciang | pai    | ula     | kareh | manih | lutuiʔ |
| Mukomuko          | apo  | laut   | liek         | kucieng | paing  | ula     | kaqeh | manih | lutut  |
| Urak lawoi'       | nama | lawoiʔ | lihaiʔ       | mi'aw   | pi     | ulal    | kras  | maneh | lutoiʔ |
|                   |      |        |              |         |        |         |       |       |        |
| Indonésien-malais | apa  | laut   | lihat        | kucing  | pergi  | ular    | keras | manis | lutut  |
| Français          | quoi | mer    | voir         | chat    | partir | serpent | dur   | sucré | genou  |